# Swing Life Away
«Swing Life Away» — второй сингл группы Rise Against с альбома Siren Song Of The Counter Culture. Песня исполнена в жанре рок-баллада, на акустической гитаре. Песня была написана ещё в 2003 году, но Rise Agains не стали её включать в альбом Revolutions Per Minute, так как они посчитали, что она не уместится с хардкорным звучанием альбома. По настоянию директора Dreamworks Records группа пересмотрела песню, и включила её в свой третий альбом.
Критики похвалили песню за её простую, но эффектную лирику и резкий звук гитары. Тим Макилрот отметил, что поклонники использовали песню для различных целей. Они включали её во время выпускных, на свадьбах, и даже на похоронах.
На песню был снят видеоклип. В клипе можно заметить отсылку к клипу на предыдущий сингл — «Give It All». В одном фрагменте клипа Тим выходит из того же метро, в котором происходит действие предыдущего клипа.

## Запись песни
Впервые песня была записана в 2003 году, вскоре после того, как были сделаны записи для Revolutions Per Minute. Когда продюсер Билл Стивенсон услышал песню, он попросил Макилрота включить её в альбом. Группе нравилась песня, но они задавались вопросом, как акустическая баллада могла вписаться в альбом, отличавшийся хардкорным звучанием. В итоге песня была отложена. Через год, Fearless Records подошли к Rise Against с предложением внести «Swing Life Away» в сборник Punk Goes Acoustic. Группе показалось, что песня подходит для данного сборника.
В Punk Goes Acoustic «Swing Life Away» привлекла мало внимания, и Макилрот посчитал её «вымершей». Когда группа подписала контракт с Dreamworks Records, исполнительный директор Dreamworks сказал группе переписать песню для нового альбома, на что группа согласилась. Когда перезаписанная песня была показана продюсеру Гарту Ричардсону, она показалась ему неполной. Группа перезаписала песню, и она была включена в Siren Song Of The Counter Culture.

## Появление в медиа и оценки
«Swing Life Away» начала проигрываться на радиостанциях в конце 2005 года, в качестве второго сингла с альбома. Песня попала в три чарта Billboard. Она достигла 17 места в Bubbling Under Hot 100, 12 места в чарте Alternative Songs и 95 места в чарте Pop 100. «Swing Life Away» была сертифицирована, как золотая в США.
Сайт WatchMojo.com оценил песню, как четвёртую, среди лучших песен Rise Against.
Тим Макилрот прокомментировал популярность песни в интервью 2006 года, сказав, что несколько фанатов использовали её для выпускных вечеров, свадеб и похорон. В частности, он заметил, как один фанат отправил ему свадебное приглашение, а на приглашении был текст «Swing Life Away». Хотя Макилрот был доволен приемом песни, он заявил, что в четвёртом альбоме группы — The Sufferer & the Witness не появятся акустические песни, поскольку он не хотел, чтобы это стало постоянным аспектом для альбомов Rise Against.

## Чарты
| Чарт                                          | Высшая позиция |
| --------------------------------------------- | -------------- |
| US Bubbling Under Hot 100 Singles (Billboard) | 17             |
| US Alternative Songs (Billboard)              | 12             |
| US Pop 100 (Billboard)                        | 95             |